# 富永明夫
富永 明夫（とみなが あきお、1932年2月23日 - ）は、日本のフランス文学者、翻訳家。東京大学名誉教授。

## 経歴
1932年、東京府日本橋で生まれた。父は俳人でもある冨永千子。東京府立第一中学校に通い、戦時下長野県飯田市に疎開していた。戦後、児童読物『赤毛のリス』を14歳で執筆、父が中西悟堂に送り、1948年刊行された。動物への関心が強く、シートン、ニコライ・バイコフなどをよく読んだという。
東京都立新宿高等学校に進学し卒業。東大理学部に進み、1954年に卒業。同大学の教養学部フランス分科に入り直し、1956年に卒業。同大学大学院仏文科に進み、1958年に修士課程を修了した。1962年から1965年までパリ大学に留学。
1965年、東京大学教養学部助教授に就任。1985年に教授昇格。1992年に東京大学を定年退官し、名誉教授となった。その後は帝京平成大学教授を務めた。

## 研究内容・業績
スタンダール、メリメの作品を多く翻訳し、『赤と黒』の翻訳で知られる。

## 家族・親族
- 父：冨永千子は俳人。
- 義弟：本多勝一はジャーナリスト。

## 著作

### 著書
- 『赤毛のリス』家の光協会 1948
  - 筑摩書房 1950
  - フレア文庫 1997

### 共編著
- 『スタンダードフランス語講座 7 解釈』鈴木康司共著、大修館書店 1972
- 『事典現代のフランス』新倉俊一・朝比奈誼・石井晴一・稲生永・弥永康夫・鈴木康司共編、大修館書店 1993

### 翻訳
- 『モーツァルト』スタンダール著、高橋英郎共編訳、中央公論社  1957
  - 再版 東京創元社 1966
  - 新装版 2006
- 『アルマンス』(世界文学大系) スタンダール著、小林正共訳、筑摩書房 1958
- 『赤と黒』(世界名作全集) スタンダール著、筑摩書房 1961
  - 収録 中央公論社(世界の文学) 1963
  - 新版 1993
- 『ハイドン・モーツァルト・メタスターシオの生涯』(スタンダール全集 11) スタンダール著、高橋英郎共訳、人文書院 1970
- 『タマンゴ・イールのヴィーナス』(新編世界の文学) メリメ著、中央公論社 1971
- 『カストロの尼』(世界文学全集) スタンダール著、集英社 1973
- 『エゴチスムの回想（フランス語版）』スタンダール著、冨山房百科文庫 1977
- 『トゥールの司祭（英語版）』バルザック著、集英社(世界文学全集） 1979
- 『マテオ・ファルコーネ』メリメ著、集英社(集英社ギャラリー 世界の文学) 1990